# Запрягаев, Борис Леонидович
Борис Леонидович Запрягаев (28 февраля 1922 — 20 апреля 2000) — советский хоккеист и футболист. Заслуженный мастер спорта СССР (1954).

## Биография
Начал играть в хоккей с мячом и футбол в 1937 в Москве в детской команде «Спартак».
Затем в команде взрослых и сборной Москвы.
В 1941—1943 — в сборной Перми.
В 1947—1961 выступал зимой в хоккейном клубе «Крылья Советов», а летом в футбольных командах «Крылья Советов» (Москва) (1942—1948), «Торпедо» (Москва) (1949—1952) и 1953 году выступал за куйбышевские «Крылья Советов».
Выступал за 1 и 2-ю сборные СССР по хоккею. В чемпионатах СССР — провел около 270 матчей.
После окончания карьеры игрока работал хоккейным тренером в клубе «Крылья Советов».

## Достижения
Чемпионат СССР по хоккею с шайбой
- чемпион 56/57
- вице-чемпион (3): 54/55, 55/56, 57/58
- бронзовый призёр (5): 49/50, 50/51, 53/54, 58/59, 59/60

Кубок СССР по хоккею с шайбой
- обладатель: 1951
- финалист (2): 1952, 1955

Кубок СССР по футболу
- финалист: 1953

## Награды
- Орден Дружбы (1996)